# Pontos extremos da Islândia

Mapa topográfico da Islândia

Esta é uma lista dos pontos extremos da Islândia, os locais mais a norte, sul, leste e oeste, bem como os extremos altimétricos.

## Islândia
- Ponto mais setentrional: — Kolbeinsey, Eyjafjörður (67° 08′ 09″ N, 18° 41′ 03″ O)
- Assentamento mais setentrional — Grímsey, Eyjafjörður (66° 33′ N, 18° 01′ O)
- Ponto mais meridional — Surtsey, Vestmannaeyjar (63° 17′ N, 20° 35′ O)
- Assentamento (quinta) mais meridional — Garðar, Vestur-Skaftafellssýsla (63°24'N, 019°03'W)
- Assentamento (cidade) mais meridional — Vík, Vestur-Skaftafellssýsla (63°25'N, 019°01'W)
- Ponto mais ocidental — Bjargtangar, Vestur-Barðastrandarsýsla (65° 30′ N, 24° 32′ O)
- Assentamento (quinta) mais ocidental — Hvallátur, Vestur-Barðastrandarsýsla (65°32'N, 024°28'W)
- Assentamento (cidade) mais ocidental — Patreksfjörður, Vestur-Barðastrandarsýsla (65°35'N, 023°59'W)
- Ponto mais oriental — Hvalbakur, Suður-Múlasýsla (64° 35′ N, 13° 14′ O)
- Assentamento (quinta) mais oriental — Sandvík, Suður-Múlasýsla (65°06'N, 013°33'W)
- Assentamento (cidade) mais oriental — Neskaupstaður (65°09'N, 013°43'W)

## Islândia (ilha)
- Ponto mais setentrional — Rifstangi, Norður-Þingeyjarsýsla (66°32'N, 016°12'W)
- Assentamento (quinta) mais setentrional — Rif, Norður-Þingeyjarsýsla(66°32'N, 016°12'W)
- Assentamento (cidade) mais setentrional — Raufarhöfn, Norður-Þingeyjarsýsla (66°27'N, 015°57'W)
- Ponto mais meridional — Kötlutangi, Vestur-Skaftafellssýsla (63°23'N, 018°45'W)
- Assentamento (quinta) mais meridional — Garðar, Vestur-Skaftafellssýsla (63°24'N, 019°03'W)
- Assentamento (cidade) mais meridional — Vík, Vestur-Skaftafellssýsla (63°25'N, 019°01'W)
- Ponto mais ocidental — Bjargtangar, Vestur-Barðastrandarsýsla (65°30'N, 024°32'W)
- Assentamento (quinta) mais ocidental — Hvallátur, Vestur-Barðastrandarsýsla (65°32'N, 024°28'W)
- Assentamento (cidade) mais ocidental — Patreksfjörður, Vestur-Barðastrandarsýsla (65°35'N, 023°59'W)
- Ponto mais oriental — Gerpir, Suður-Múlasýsla (65°04'N, 013°29'W)
- Assentamento (quinta) oriental — Sandvík, Suður-Múlasýsla (65°06'N, 013°33'W)
- Assentamento (cidade) mais oriental — Neskaupstaður (65°09'N, 013°43'W)

## Altitude
- Hvannadalshnúkur, 2 110 m (64° 00′ N, 16° 39′ O)